# アネット・ベニング
アネット・ベニング（英: Annette Bening, 本名: Annette Carol Bening, 1958年5月29日 - ）は、アメリカ合衆国の女優。5度のアカデミー賞ノミネート歴がある。

## プロフィール
カンザス州出身。4人兄弟の末っ子。母シェリーは教会の歌手、父アーネットはセールスマンであった。サンフランシスコ州立大学で学び、サンフランシスコのアメリカン・コンサヴァトリー劇団に所属して舞台に立っていた。1987年にはブロードウェイの舞台でトニー賞にもノミネートされている。1988年に『大混乱』で映画デビュー。
1999年の『アメリカン・ビューティー』と2004年の『華麗なる恋の舞台で』でアカデミー主演女優賞の候補になるが、どちらもヒラリー・スワンクが受賞している。後者の作品ではゴールデングローブ賞 主演女優賞 (ミュージカル・コメディ部門)を受賞、2010年の『キッズ・オールライト』でも同賞を受賞した。
2017年8月に開催される予定の第74回ヴェネツィア国際映画祭において、コンペティション部門の審査委員長を務めることになった。

### 私生活
私生活では、1984年に振付師のJ・スティーヴン・ホワイトと結婚したが1991年に離婚。1992年に『バグジー』で共演した俳優のウォーレン・ベイティと結婚。4人の子供（キャスリン、ベンジャミン、イザベル、エラ・コリンヌ）をもうけている。

## 主な出演作品
| 公開年 | 邦題 原題                                                   | 役名                                                               | 備考 |
| ------ | ----------------------------------------------------------- | ------------------------------------------------------------------ | --- |
| 1987   | 特捜刑事マイアミ・バイス Miami Vice                         | ヴィッキー                                                         | テレビシリーズの1エピソード                                                                                    |
| 1988   | ロンリーエンジェル Hostage                                  | ジル                                                               | テレビ映画 |
| 1988   | 大混乱 The Great Outdoors                                   | ケイト・クレイグ                                                   | |
| 1989   | 恋の掟 Valmont                                              | メルトゥイユ侯爵夫人                                               | |
| 1990   | ハリウッドにくちづけ Postcards from the Edge                | イヴリン                                                           | |
| 1990   | グリフターズ/詐欺師たち The Grifters                        | マイラ・ラングトリー                                               | |
| 1991   | 真実の瞬間 Guilty by Suspicion                              | ルース・メリル                                                     | |
| 1991   | 心の旅 Regarding Henry                                      | サラ・ターナー                                                     | |
| 1991   | バグジー Bugsy                                              | ヴァージニア・ヒル                                                 | |
| 1994   | めぐり逢い Love Affair                                      | テリー・マッケイ                                                   | |
| 1995   | リチャード三世 Richard III                                  | エリザベス・ウッドヴィル                                           | |
| 1995   | アメリカン・プレジデント The American President             | シドニー・エレン・ウェイド                                         | |
| 1996   | マーズ・アタック! Mars Attacks!                             | バーバラ・ランド                                                   | |
| 1998   | マーシャル・ロー The Siege                                  | エリース・クラフト / シャロン・ブリッガー                          | |
| 1999   | IN DREAMS/殺意の森 In Dreams                                | クレア・クーパー                                                   | |
| 1999   | アメリカン・ビューティー American Beauty                    | キャロリン                                                         | 英国アカデミー賞 主演女優賞 受賞                                                                               |
| 2000   | 2999年異性への旅 What Planet Are You From?                  | スーザン・アンダーソン                                             | |
| 2003   | ワイルド・レンジ 最後の銃撃 Open Range                      | スー・バーロー                                                     | |
| 2004   | 華麗なる恋の舞台で Being Julia                              | ジュリア・ランバート                                               | ゴールデングローブ賞 主演女優賞 (ミュージカル・コメディ部門) 受賞                                              |
| 2004   | ザ・ソプラノズ 哀愁のマフィア The Sopranos                  | 本人                                                               | テレビシリーズ、エピソードThe Test Dreamに出演                                                                 |
| 2005   | ミセス・ハリスの犯罪 Mrs. Harris                            | ジェーン・ハリス                                                   | テレビ映画 |
| 2006   | ハサミを持って突っ走る Running with Scissors                | ディアドラ・バロウズ                                               | |
| 2006   | THE WOMEN 明日の私に着替えたら The Women                    | シルヴィア・ファウラー                                             | |
| 2009   | 愛する人 Mother and Child                                   | カレン                                                             | |
| 2010   | キッズ・オールライト The Kids Are All Right                 | ニック                                                             | ゴールデングローブ賞 主演女優賞 (ミュージカル・コメディ部門) 受賞 ニューヨーク映画批評家協会賞 主演女優賞 受賞 |
| 2012   | ルビー・スパークス Ruby Sparks                              | ガートルード                                                       | |
| 2012   | ジンジャーの朝 〜さよなら、わたしが愛した世界 Ginger & Rosa | メイ・ベラ                                                         | |
| 2013   | フェイス・オブ・ラブ The Face of Love                       | ニッキー                                                           | |
| 2014   | あの日の声を探して The Search                               | ヘレン                                                             | |
| 2015   | Dearダニー 君へのうた Danny Collins                         | メアリー・シンクレア                                               | |
| 2016   | 20センチュリー・ウーマン 20th Century Women                 | ドロシー・フィールズ                                               | |
| 2016   | ハリウッド・スキャンダル Rules Don't Apply                  | ルーシー・メイブリー                                               | |
| 2017   | リヴァプール、最後の恋 Film Stars Don't Die in Liverpool    | グロリア・グレアム                                                 | |
| 2018   | かもめ The Seagull                                          | イリーナ・アルカージナ                                             | |
| 2018   | ライフ・イットセルフ 未来に続く物語 Life Itself             | ケイト・モリス医師                                                 | |
| 2019   | キャプテン・マーベル Captain Marvel                         | スプリーム・インテリジェンス ウェンディ・ローソン博士 / マー・ベル | |
| 2019   | ザ・レポート The Report                                     | ダイアン・ファインスタイン                                         | |
| 2019   | 幸せの答え合わせ Hope Gap                                   | グレース                                                           | |
| 2022   | ナイル殺人事件 Death on the Nile                            | ユーフェミア                                                       | |
| 2022   | Jerry & Marge Go Large                                      | Marge Selbee                                                       | |
| 2023   | ナイアド 〜その決意は海を越える〜 Nyad                      | ダイアナ・ナイアド                                                 | |
| 2023   | Poolman                                                     | Diane                                                              | |
| 2024   | 失踪 〜母が消えた日〜 Apples Never Fall                     | ジョイ・ディレイニー                                               | テレビミニシリーズ全7話 WOWOWで放映・配信                                                                      |
| 2025   | The Bride!                                                  |                                                                    | 撮影中 |

## 参照
1. ↑  “Annette Bening Biography (1958–)”.   Filmreference.com. 2010年5月3日閲覧。
2. ↑  Putting `Real Life' First Makes Bening A Better Actress
3. ↑  “Annette Bening Biography”. TV Guide (1958年5月29日). 2011年2月23日閲覧。
4. ↑  “Annette Bening Named President of Venice International Jury”. 2017年7月5日閲覧。
5. 1 2 3  “Biography for Annette Bening”. Yahoo.com. 2011年2月23日閲覧。
6. ↑  “失踪 ～母が消えた日～”.  WOWOW. 2024年12月14日閲覧。